# Frusta letteraria
La Frusta letteraria fu un periodico quindicinale fondato a Venezia nel 1763, diretto e scritto quasi interamente dal letterato Giuseppe Baretti, sotto lo pseudonimo di Aristarco Scannabue.
Pubblicata tra il 1763 e il 1765, la rivista ottenne un grande successo, soprattutto per gli scatti polemici e i toni accesi con cui Baretti espresse le sue opinioni nei confronti di numerosi letterati, suoi contemporanei o del passato.

## Storia

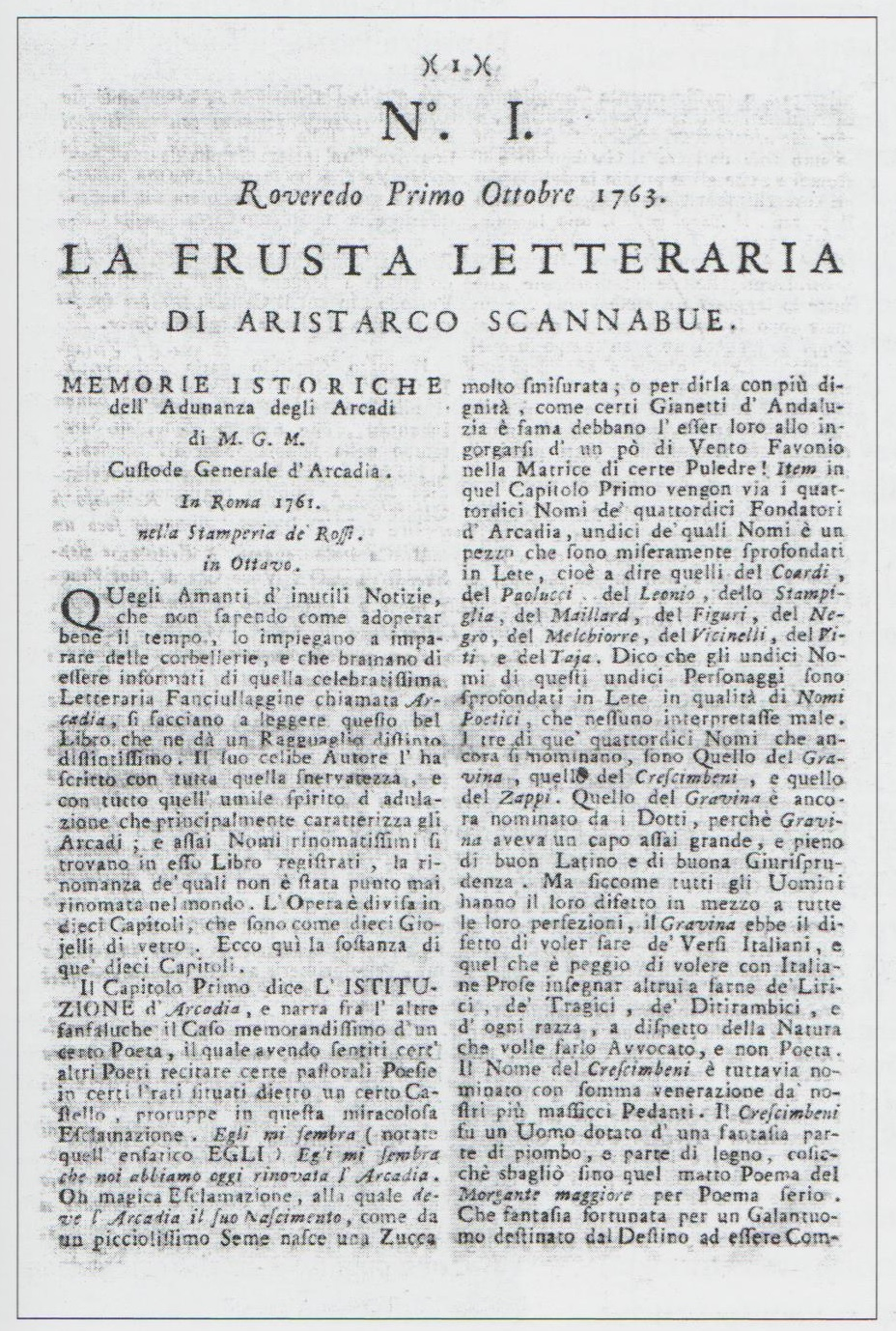
Frontespizio del N. 1 della «Frusta letteraria» (1763).

Durante gli anni trascorsi in Inghilterra, Giuseppe Baretti aveva avuto modo di apprezzare la vivacità della stampa inglese. Tornato in Italia, aveva deciso di stabilirsi a Venezia e di fondare un periodico sul modello del «Tatler» e dello «Spectator».

Baretti decise di firmare la rivista sotto lo pseudonimo di Aristarco Scannabue, personaggio di sua invenzione, a cui dedicò una vivace descrizione nella parte introduttiva. La figura che costruì, quella di un ex soldato che aveva combattuto per anni in Oriente, era completamente opposta a quella del letterato accademico del Settecento. Baretti immaginò che Scannabue, dopo essersi ritirato in un luogo di campagna, trascorresse il tempo a recensire, con forti stroncature, tutti i libri che erano pubblicati e che gli venivano prestati da don Pietro Zamberlucco, il parroco del luogo.
Il primo numero della rivista uscì il 1º ottobre del 1763 a Venezia, ma con l'indicazione di Rovereto (cittadina situata al di fuori dei confini della Repubblica di Venezia). Lo scopo del fondatore era evitare di incorrere nei rigori della censura. Quanto al titolo, il nome "Frusta" simboleggiava i propositi del Baretti di frustare metaforicamente, attraverso critiche feroci, tutti coloro che venivano da lui considerati dei cattivi scrittori. Più che recensioni e critiche, i suoi volevano essere un'utile scuola per tutti coloro che avevano l'intenzione di cimentarsi nel difficile mondo della scrittura.  
Grazie a un linguaggio pulito e scorrevole, e a un'ironia coinvolgente, Baretti seppe conquistare moltissimi lettori, ma non mancarono allo stesso tempo polemiche. All'inizio del 1765 la rivista giunse all'attenzione dei Riformatori, la magistratura incaricata di sorvegliare la conformità delle opere a stampa alle leggi della Repubblica veneta. Numerosi cittadini, risentiti per le critiche mosse dal Baretti nei confronti di Pietro Bembo (1470-1547), poeta amatissimo dai veneziani, chiesero ai Riformatori di bloccare la pubblicazione della rivista. La rivista non fu chiusa, ma subì forti censure.
Baretti, che in un primo momento sembrava voler abbandonare il progetto, decise di trasferirsi in un altro Stato. Ricominciò a stampare il suo periodico ad Ancona, nello Stato Pontificio, a partire dal 1º aprile 1765. Da lì in poi tutti i restanti otto numeri della rivista, dal 19 aprile al 15 luglio del 1765, furono dedicati all'impetuosa critica contro  padre Appiano Buonafede, che pochi mesi prima aveva pubblicato un'opera colma di rancore nei confronti del Baretti intitolata Novelle Menippee di Luciano Firenzuola contro una certa Frusta pseudoepigrafica di Aristarco Scannabue.